# Daniel Morillo
Daniel Morillo, född 21 januari 1988, är en spansk bågskytt. Han deltog vid olympiska sommarspelen 2008.